# موریس بلوک
موریس بلوک(به انگلیسی: Maurice Bloch) انسان‌شناس انگلیسی فرانسوی تبار و استاد مدرسه علوم‌اقتصادی و اجتماعی در لندن است. موریس بلوک، نویسنده، با ترکیبی که از انسان‌شناسی و روان‌شناسی اجتماعی ارائه داده‌است، گونه جدیدی از پژوهش در روستای کوچکی در جنگل‌های شرقی ماداگاسکار را عرضه می‌کند. وی بیش از سی سال است که در این روستا به تحقیق اشتغال داشت.

## تالیفات
- انسان‌شناسی شناخت در آزمون میدان پژوهش

بخش اول این کتاب شامل درس افتتاحیه کلژ دو فرانس موریس بلوک می‌شود که در آن مفهوم انسان‌شناسی شناختی را با تکیه بر یک مطالعه موردی و زمین پژوهشی خود در ماداگاسکار روشن و تشریح می‌کند. 